# St. Verena (Roggenbeuren)

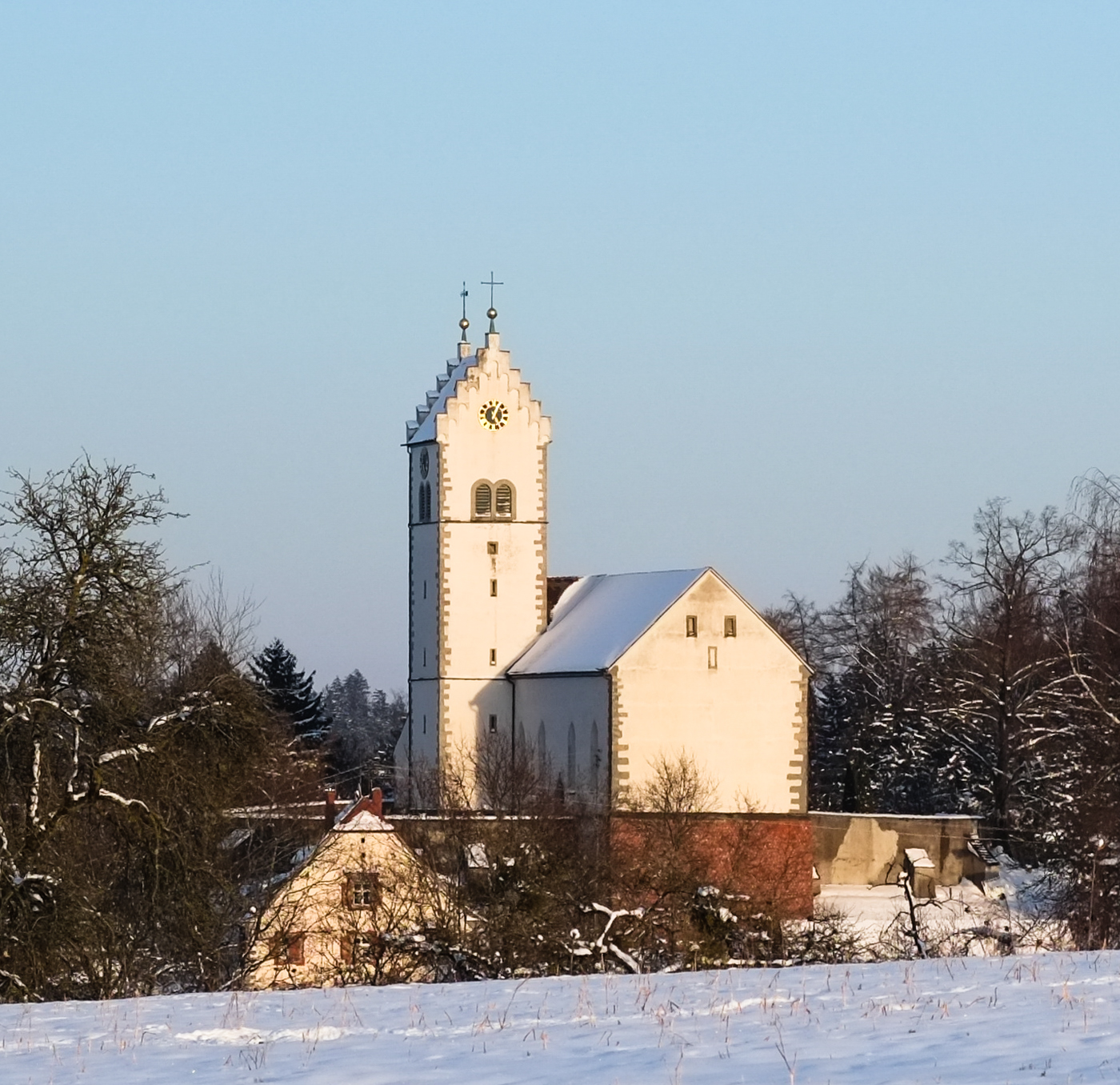
St. Verena in Roggenbeuren

Die römisch-katholische Pfarrkirche St. Verena steht im Teilort Roggenbeuren der Gemeinde Deggenhausertal im Bodenseekreis in Baden-Württemberg. Die Pfarrei gehört zum Erzbistum Freiburg. Das Bauwerk ist beim Landesamt für Denkmalpflege Baden-Württemberg als Baudenkmal eingetragen.

## Beschreibung

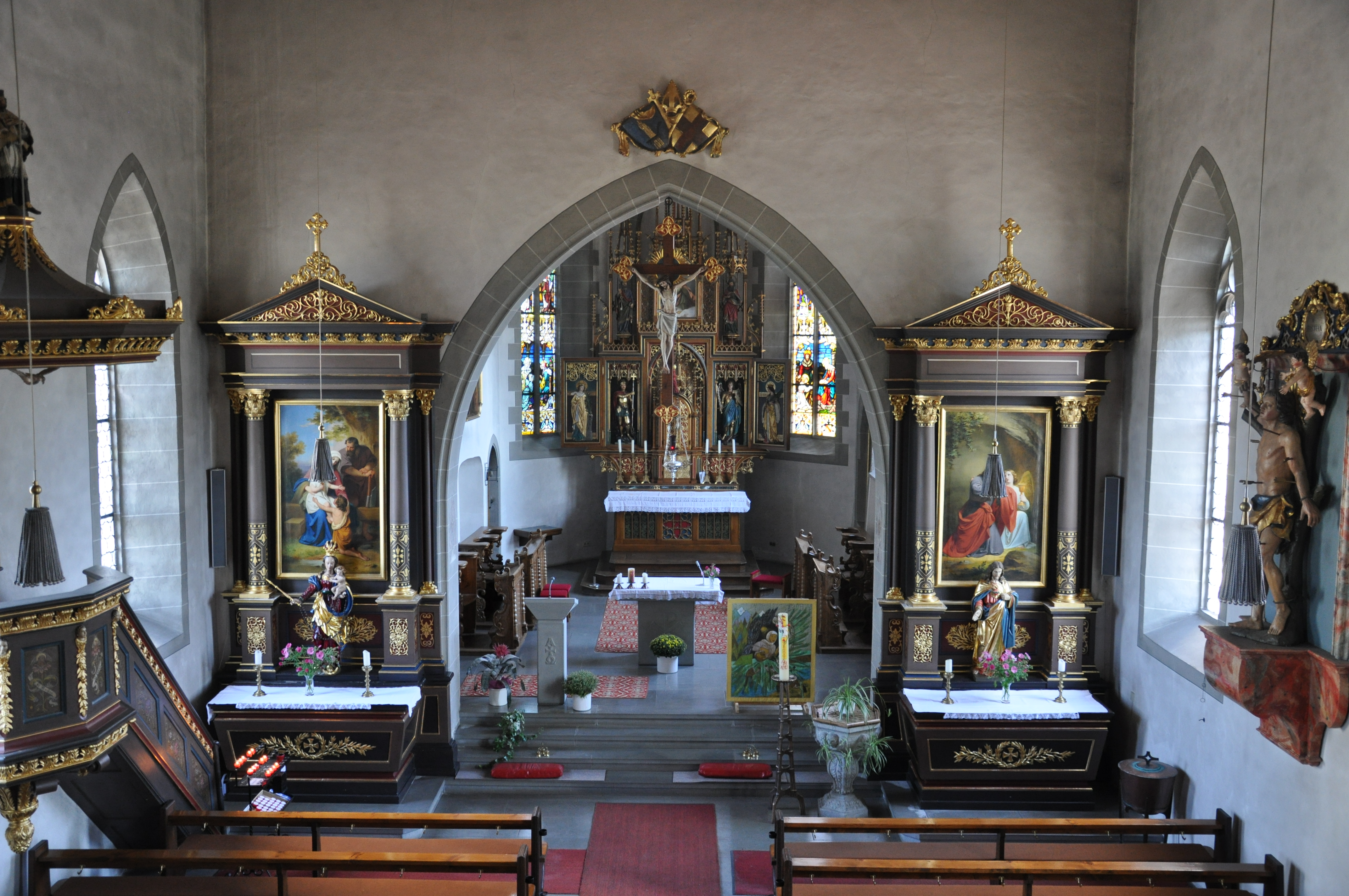
Blick zum Chor

Die spätgotische Saalkirche von 1514 besteht aus einem Langhaus, einem eingezogenen, dreiseitig geschlossenen Chor im Osten und einem Chorflankenturm an der Nordwand des Chors, dessen untere Geschosse vom romanischen Vorgängerbau stammen, und der mit einem Satteldach zwischen Staffelgiebeln bedeckt ist. In seinem Glockengeschoss hängen fünf Kirchenglocken.
Der Innenraum des Langhauses ist mit einer Flachdecke überspannt. Die Kirchenausstattung stammt aus dem letzten Drittel des 17. Jahrhunderts.